# Spergau

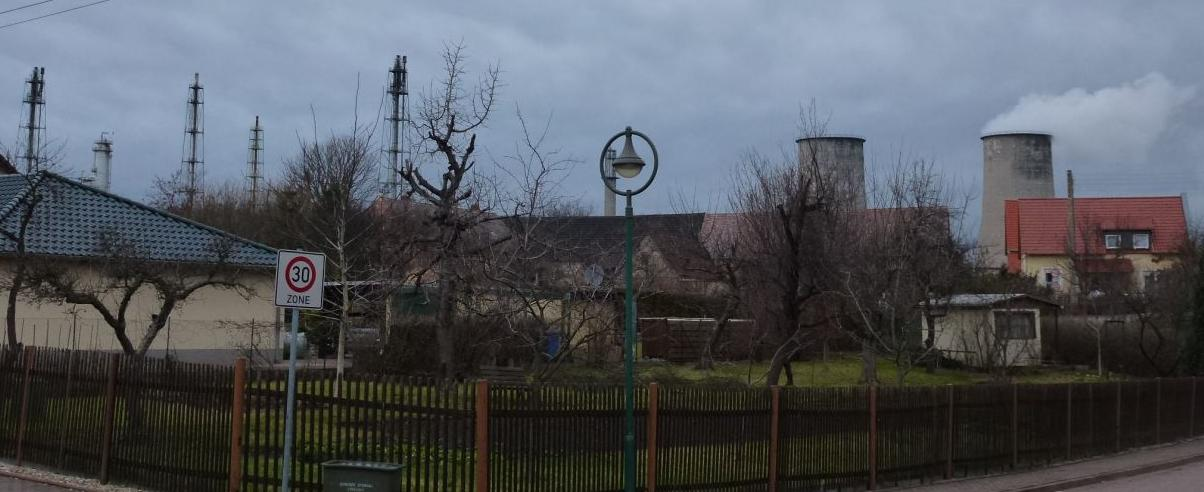
Spergau

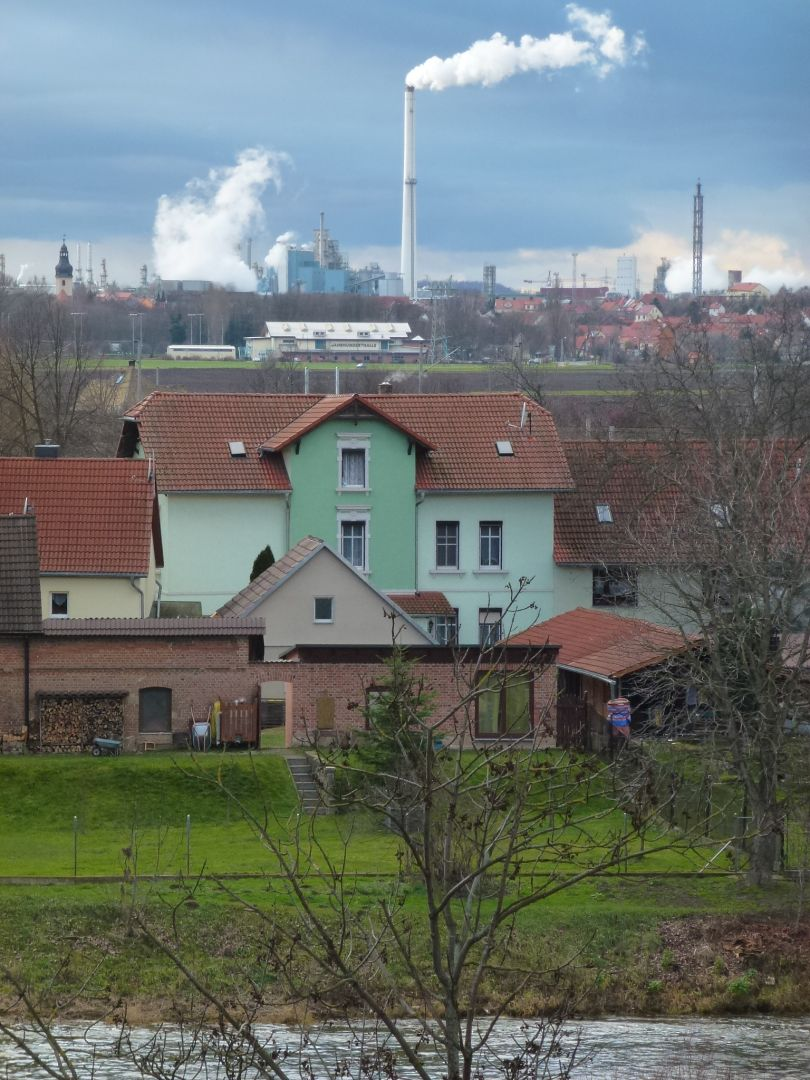
Saale bei Bad Dürrenberg, Blick in Richtung Spergau

Spergau ist ein Ortsteil der Stadt Leuna im Saalekreis in Sachsen-Anhalt (Deutschland).

## Geografie
Spergau liegt zwischen Merseburg und Weißenfels unweit der Saale.

## Geschichte
Spergau wurde erstmals urkundlich im Jahr 973 als Spirega in einer Schenkungsurkunde Kaiser Otto II. an das neugegründete Bistum Merseburg erwähnt. 1042 bestätigt Kaiser Heinrich III die Schenkung des Ortes Spirega im Burgward Merseburg in der Grafschaft des Sächs. Pfalzgrafen Wilhelm gelegen. 1066 kommt das ganze Dorf villa Sprirege slavonice autem Kobolani an das Stift Merseburg. Im Ort begütert waren vor allem die Familie von Bose (Beginn 14. bis Ende 15. Jh.). 1333 war der Herrenhof von Spergau im „Weißenfelser Frieden“ dem Thüringer Landgrafen Friedrich II zugefallen und ging 1353 in den Besitz der Grafen von Mansfeld-Querfurt über. 1362 erhält der Thüringer Landgraf Friedrich III. die Lehngerechtigkeit über Spergau. 
Im Verlauf der Jahrhunderte entwickelte sich im früheren Grenzgebiet zwischen Germanen und Slawen ein Bauerndorf, das in der Spitze fast 50 Höfe meist mittlerer Größe umfasste. Spergau gehörte bis 1815 zum hochstift-merseburgischen Amt Merseburg, das seit 1561 unter kursächsischer Hoheit stand und zwischen 1656/57 und 1738 zum Sekundogenitur-Fürstentum Sachsen-Merseburg gehörte. Durch die Beschlüsse des Wiener Kongresses kam der Ort im Jahr 1815 zu Preußen und wurde 1816 dem Kreis Merseburg im
Regierungsbezirk Merseburg der Provinz Sachsen zugeteilt.
Während des Zweiten Weltkrieges wurde im Ort ein sogenanntes Arbeitserziehungslager errichtet, in dem nach Deutschland verschleppte Zwangsarbeiter, unangepasste Jugendliche, jüdische oder „halbjüdische“ Bürger für die Leuna-Werke der IG Farben zu Zwangsarbeit gepresst wurden, die in vielen Fällen zum Tode führte. Das Lager wurde bei einem Luftangriff auf die Leuna-Werke am 29. Juni 1944 total zerstört, wobei 13 Internierte den Tod fanden.
Nachdem das Oberlandesgericht Magdeburg 1995 eine Zwangszuordnung zur Stadt Leuna noch aufhob, wurde Spergau im Rahmen der flächendeckenden Bildung von Einheitsgemeinden und Verbandsgemeinden in Sachsen-Anhalt am 31. Dezember 2009 nach Leuna eingemeindet. Von 1992 bis 2009 gehörte Spergau zur Verwaltungsgemeinschaft Bad Dürrenberg. Letzter Bürgermeister Spergaus war Thomas Scholz.

## Politik

### Wappen
Das Wappen wurde am 19. August 2009 durch den Landkreis genehmigt.
Blasonierung: „In Rot ein rechter silberner Faden, hinten oben eine schräge silberne Ähre mit Halmblättern, vorn unten eine silberne Kirche mit spitzbedachtem und bekreuztem Turm, darin eine schwarze Tür und zwei Fenster, im Langhaus drei schwarze Fenster.“
Die Farben Spergaus sind Weiß - Rot.
Das Wappen wurde vom Magdeburger Kommunalheraldiker Jörg Mantzsch gestaltet.

### Flagge
Die Flagge ist rot-weiß-rot (1:4:1) (Querform: Streifen waagerecht verlaufend, Längsform: Streifen senkrecht verlaufend) und mittig mit aufgelegtem Wappen.

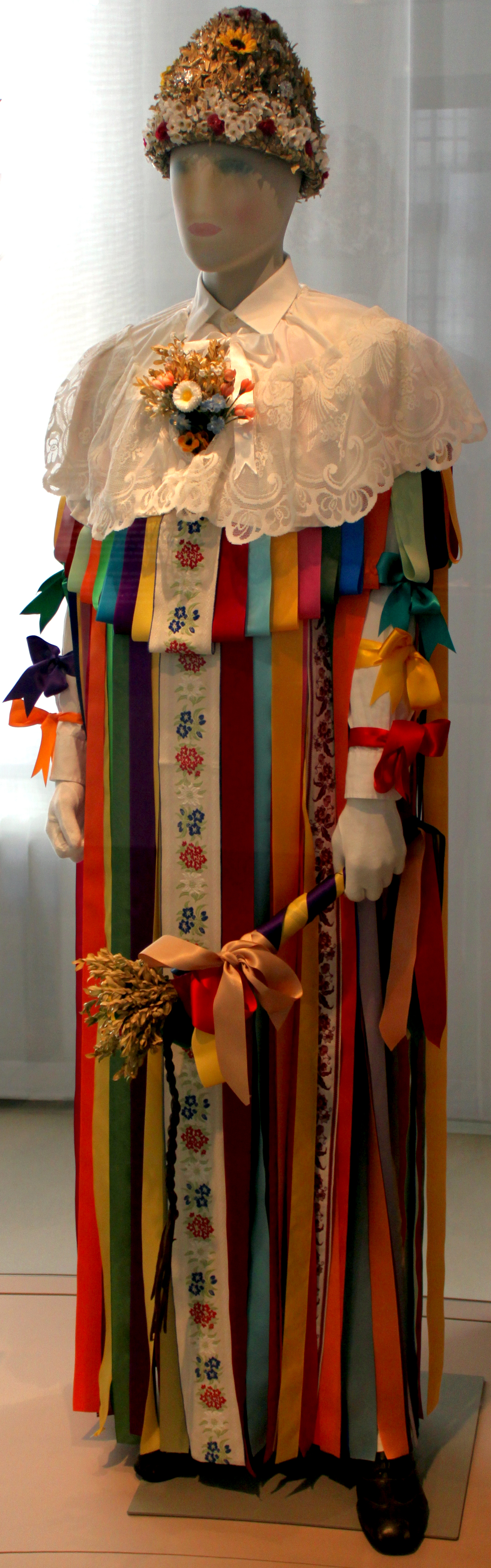
Kostüm eines Lichtmess-Läufers

## Kultur

### Lichtmess
Die Spergauer Lichtmess gehört zu den ältesten überlieferten Bräuchen und wird immer am ersten Sonntag des Februars, jedoch nicht vor dem 2. des Monats, gefeiert. Ein erster Hinweis findet sich bereits in der handschriftlichen Ortschronik im Jahre 1688. Der Brauch wurde 2018 in das Bundesweite Verzeichnis des immateriellen Kulturerbes aufgenommen. Die DEFA drehte 1989 unter der Regie von Karlheinz Mund den Kurz-Dokumentarfilm Schpergsche Lichtmess – ein Männerfest.

## Bauwerke

### Jahrhunderthalle

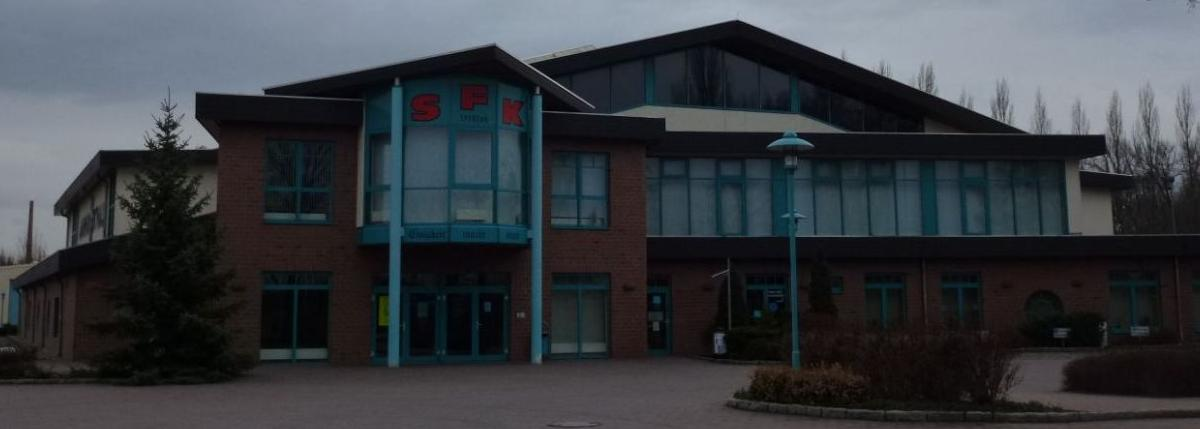
Jahrhunderthalle

Auffälligstes Bauwerk in Spergau ist die Jahrhunderthalle. Diese bietet knapp 2.000 Sitzplätze und fasst somit fast doppelt so viele Menschen wie die Spergauer Einwohnerschaft. Die Mehrzweckhalle wurde im Jahr 2000 eröffnet und wird vor allem für Sport- und Kulturveranstaltungen verwendet. So ist die Halle Heimstätte des Zweitliga-Volleyball-Clubs Chemie Volley Mitteldeutschland.

### Bockwindmühle

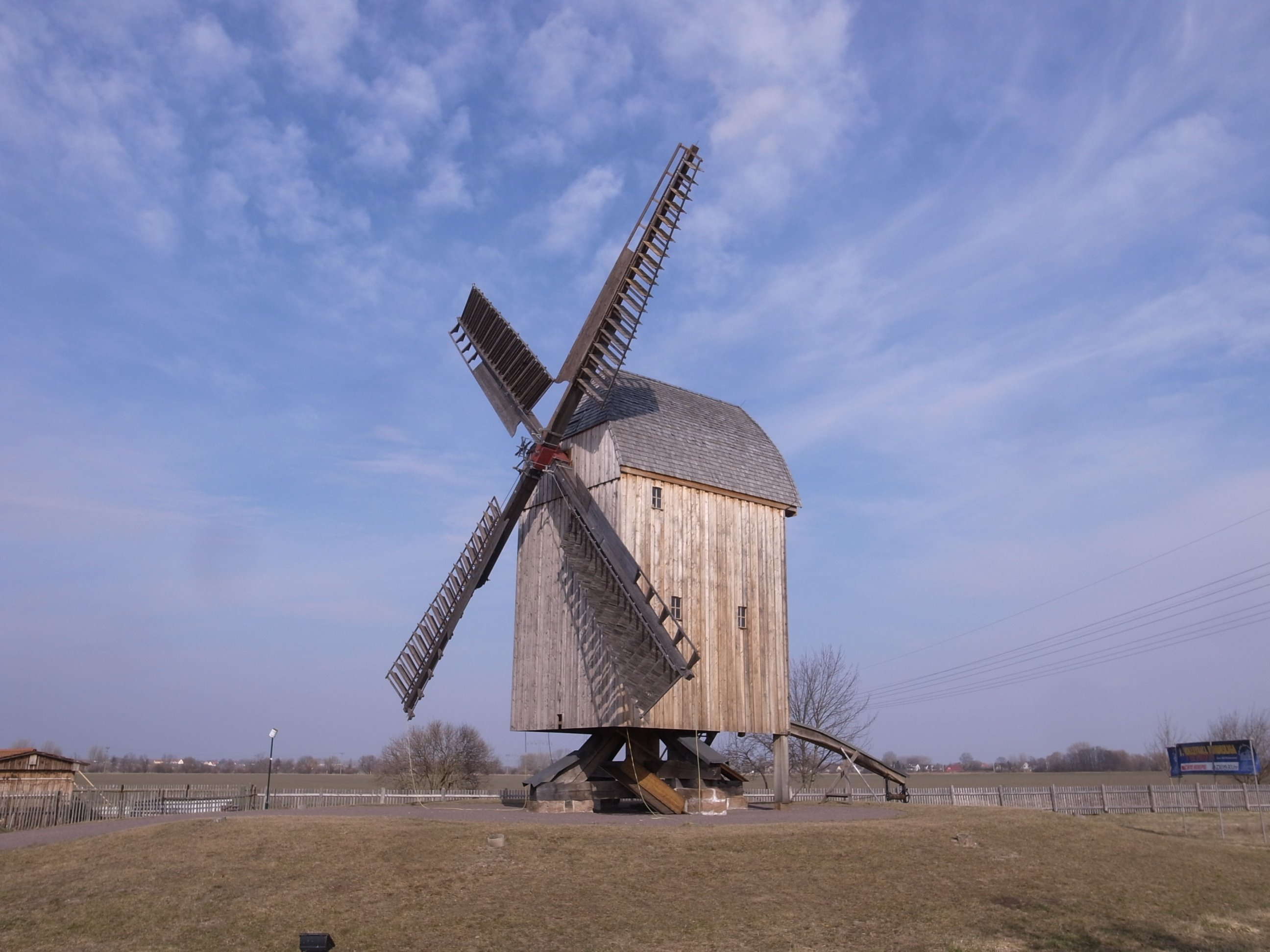
Spergauer Bockwindmühle

Am Ortseingang, der Jahrhunderthalle gegenüber, befindet sich die älteste und einzige erhaltene von ursprünglich drei Mühlen. Die originale Bockwindmühle wurde 1837 von Müller Traugott Weiße am westlichen Rand des Dorfes erbaut und wurde zunächst nur mit Windkraft betrieben. Bauern aus der Umgebung ließen hier Getreide zu Mehl oder Schrot vermahlen. Mit dem Bau des Leuna-Werkes verschlechterten sich die Windverhältnisse und der damalige Müller Hirt baute 1919 einen Motor ein. Während der Bombenangriffe auf die Leuna-Werke im Zweiten Weltkrieg wurden auch Gebäude in Spergau getroffen. Die Mühle erlitt schwere Schäden, wurde aber wieder instand gesetzt. Sie lief jetzt nur noch mit Motorkraft. Bis in die 1970er Jahre wurde hier noch Schrot als Tierfutter herstellt. Der letzte Müller war Klaus Wilkerling.
2007 beschloss die Gemeinde, die Überreste der Mühle zu sanieren und an ihren jetzigen Standort umzusetzen. Kurz nach ihrer Wiedereröffnung 2008 wurde die Mühle durch Brandstiftung fast vollständig zerstört. Die Gemeinde entschied sich daraufhin für einen Wiederaufbau.

### Evangelische Kirche

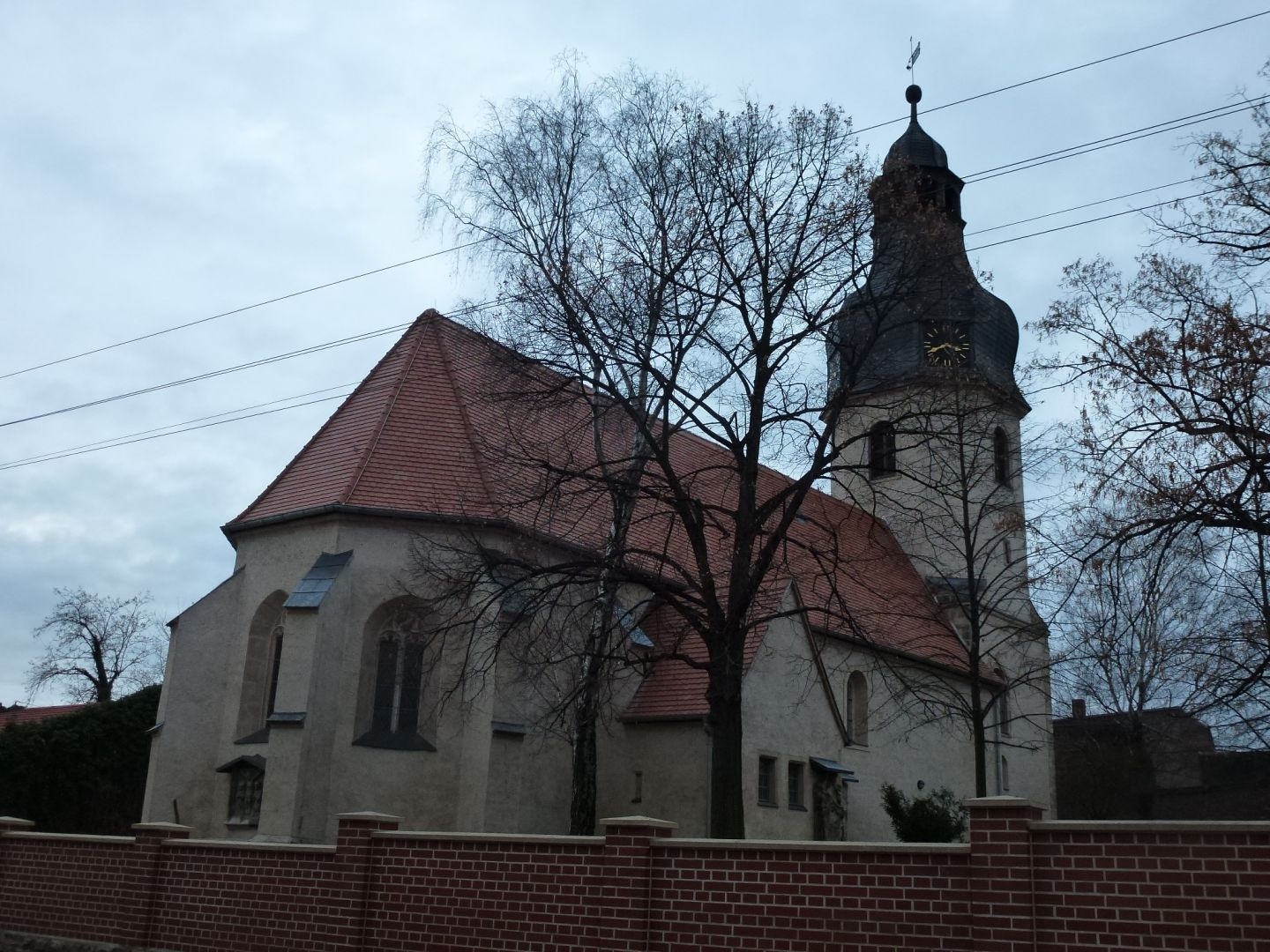
Kirche

Seit 1950 kann die Dorfkirche Spergau nach der Beseitigung von Kriegsschäden wieder genutzt werden. 2008 wurden zwei neue Glocken geweiht und die Renovierung der Kirche beendet.

## Gedenkstätten
- Auf dem Neuen Friedhof befinden sich Grabstätten für 14 während des Zweiten Weltkrieges nach Deutschland verschleppte Personen, die Opfer von Zwangsarbeit wurden. An sie erinnert auch ein Gedenkstein an der Straße der Opfer des Faschismus

- Kriegerdenkmal Spergau für die Spergauer Opfer des Ersten und Zweiten Weltkrieges

## Wirtschaft und Infrastruktur

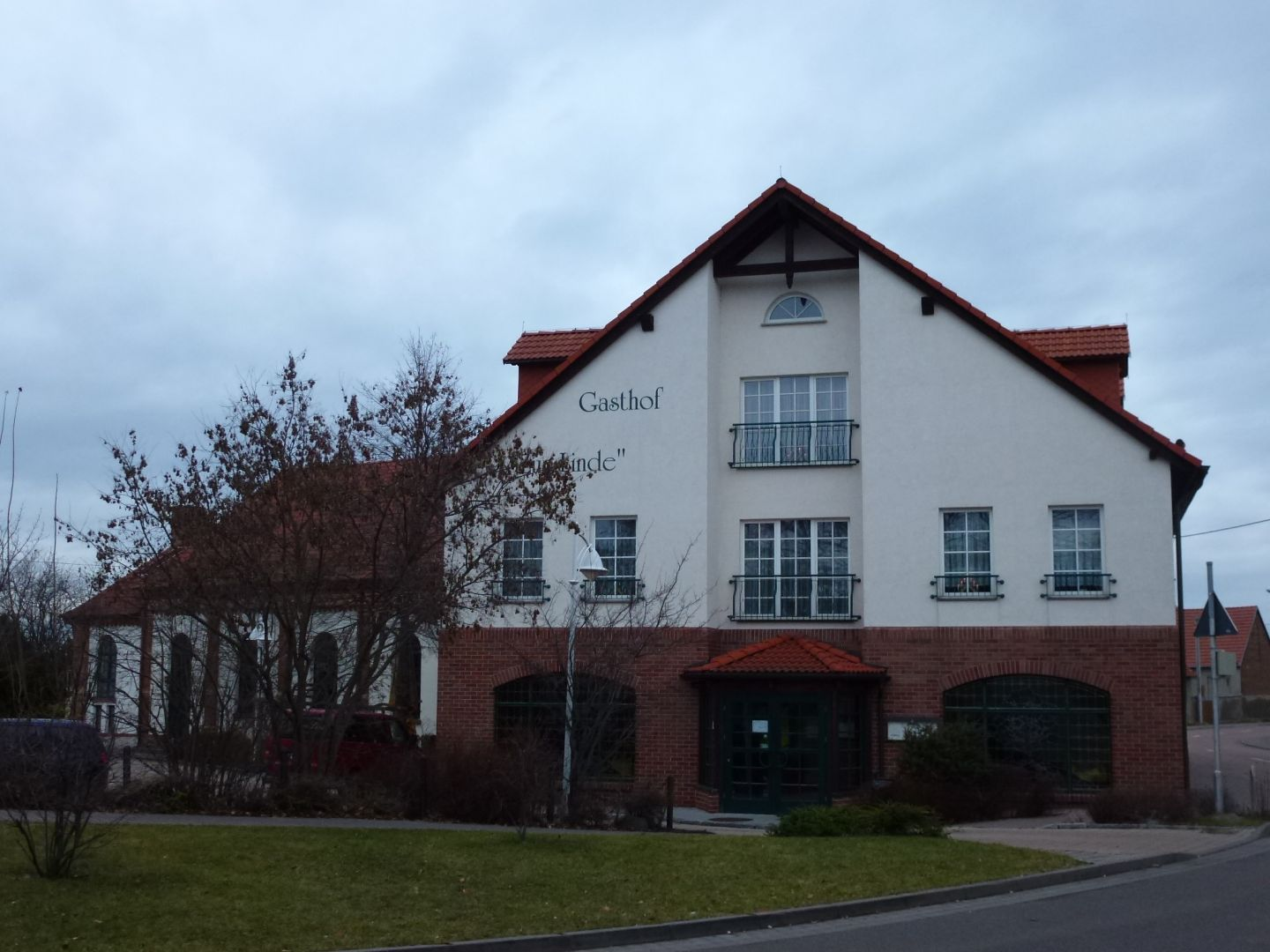
Gasthof "Zur Linde"

### Wirtschaft
Spergau galt als eine der reichsten Gemeinden Deutschlands. Dies war insbesondere der Gewerbesteuer der dort ansässigen Total-Raffinerie Mitteldeutschland GmbH zu verdanken, die ca. 650 Mitarbeiter beschäftigt. Die neu gebaute Raffinerie wurde 1997 in Betrieb genommen, nachdem die Elf Aquitaine das VEB Kombinat Minol übernommen hatte. Allein im Jahr 2006 verzeichnete die Gemeinde ein Steueraufkommen von 65 Mio. EUR.
Der Gasthof Zur Linde bietet auch Tagungs- und Übernachtungsmöglichkeiten, der Große Saal kann für bis zu 300 Personen bestuhlt werden.

### Verkehrsanbindung
Westlich von Spergau verläuft die Bundesstraße 91 von Halle (Saale) nach Zeitz.

## Persönlichkeiten
- Karl Gottlob Kühn (* 12. Juli 1754 in Spergau; † 19. Juni 1840 in Leipzig), Mediziner, Medizinhistoriker und Hochschullehrer